# Hoest
Hoest is een reflexmatige explosieve uitademing, die ontstaat bij prikkeling van de luchtwegen en deze reinigt van slijm en vreemde voorwerpen.
De hoest is, naast kleine haartjes in de keelholte en neus die grof vuil vasthouden en slijmvliezen die fijnere deeltjes naar boven in de keelholte brengen, de laatste stap om het vuil uit de longen buiten de keel te brengen (hoesten), waarna het slijm wordt doorgeslikt of uitgespuugd.
Mensen die, bijvoorbeeld door een motorische handicap, niet kunnen hoesten, lopen een groot risico op longontsteking, wanneer ze zich verslikken. De hoestreflex heeft een belangrijke functie bij het schoonhouden van de luchtwegen.

## Oorzaken
Hoest kan optreden als gevolg en symptoom van andere aandoeningen (bijvoorbeeld verkoudheid, griep, zuurbranden, bronchitis, astma, COPD, longontsteking, tuberculose, stoflongen, longkanker of COVID-19). Bij bepaalde vormen van luchtwegaandoeningen, zoals bij kinkhoest, zijn er gevallen bekend van mensen die zo veel en hard moeten hoesten dat de ribben ervan breken, liesbreuk(en) ontstaan of de borstspieren doorscheuren.
Verder kan de oorzaak van hoesten liggen in een obstructie of irritatie van de luchtwegen, bij voordoende gevallen als gevolg van het zich verslikken, het binnenkrijgen van een object, voedsel of rook.

## Behandeling
Verschillende aandoeningen leiden tot verschillende hoestsymptomen en verschillende behandelingen. Het symptoom, de hoest, kan worden behandeld, meestal via een verzachtend middel,  soms middels - tijdelijke - inzet van antihistaminica, ofwel de oorzaak van de hoest, de aandoening, wordt bestreden. Longontsteking en tuberculose worden met (een) antibiotica(kuur) behandeld. Bronchitispatiënten kunnen baat hebben bij ademhalingsoefeningen. 
De werking van hoestdrank is niet bewezen. Er bestaat enig wetenschappelijk bewijs dat honing hoesten verlicht bij kinderen. Honing is waarschijnlijk beter dan geen behandeling of salbutamol (een medicijn dat de luchtwegen verwijdt). Honing is waarschijnlijk even effectief als dextromethorfan en het lijkt beter dan diphenhydramine (een antihistamine).

## Ernst
De aandoening bepaalt de ernst van de hoest. Een hoest als gevolg van een verkoudheid kan als een 'onschuldig hoestje' worden afgedaan. Hoesten kan echter wel hinderlijk zijn en de slaap verstoren van de hoester en van zijn bedgenoot. 
Langdurig hoesten kan pijn veroorzaken in de buikspieren of in de buikwand, in de ribben of schouderbladen en kan, meestal tijdelijk, de stembanden aantasten. Als het hoesten pijnlijk of hardnekkig wordt, of resulteert in ademnood, of als er bloed of bloedig slijm wordt opgehoest, is medisch onderzoek noodzakelijk. Een langdurige hoest na een acute infectie van de bovenste luchtwegen is zeer frequent, vooral na infecties door Mycoplasma of kinkhoest. 